# 大城第一駅
大城第一駅（だいじょうだいいちえき）は、かつて福岡県直方市中泉にあった、日本国有鉄道（国鉄）伊田線の貨物駅（廃駅）である。貨物支線の廃線に伴い、1964年（昭和39年）2月25日に廃駅となった。

## 歴史
- 1900年（明治33年）9月9日：九州鉄道により開業[1]。
- 1907年（明治40年）7月1日：九州鉄道国有化[1]。
- 1964年（昭和39年）2月25日：貨物支線の廃線に伴い廃止[1]。

## 隣の駅
日本国有鉄道
伊田線（貨物支線）
中泉駅 - （貨）大城第一駅